# 廖伟强
廖伟强（英語：Liaw Wei Keong，1960年5月7日—），出生于马来西亚柔佛州居銮市，居銮中华中学（简称“銮中”）第十七任校长（2003年至2023年）。1986年在銮中校长陈诗圣引荐下开始教师生涯，并曾担任体育、地理、历史、华文教师、训导主任、副校长等职务。2003年出任该校校长，直至2023年退休。除此之外，他也曾任董教总华文独中工委会学生事务委员会主任。
2023年11月16日，銮中为掌校21年的廖伟强举行退休仪式。

## 早期生平和教师生涯
1967年至1972年，廖伟强在居銮中英国民型华文小学毕业。1973年，进入居銮中华中学就读。1978年高中商科毕业。1981年，顺利就读台湾私立东海大学社会工作系，并于1985年毕业。1985年12月获国立台湾师范大学教育专业证书。
1986年在母校陈诗圣校长的引介下，廖伟强开始进入銮中服务。1990年升任训导处副主任。1993年取代房良通担任训导处主任。1997年陈诗圣退休后，他与房良通、陈廷国一起担任副校长，同时也兼任训导处主任。同年3月，林廷泽因健康理由退休，房良通接任校长，廖伟强继续担任副校长一职。1998年，他随房良通参与由董总派出各独中代表组成的考察团，到中国及台湾考察。

## 居銮中华中学校长（2003-2023）
2003年，廖伟强出任銮中校长。他是该校高中第二十届毕业校友，也是第四位出掌校政的校友。郑忠发升任副校长，与另一位副校长陈廷国分别掌管学务处与教务处。廖伟强接任校长很大程度受已任副董事长的陈诗圣影响。
上任后，他在时任董事长郭全强支持下，开始培训老师工作。同时，他在同年推动学生首次到校外各区协会主办的“銮中之夜”演出。2004年，举办86周年校庆娱乐市暨文娱晚宴。2006年，銮中获颁ISO管理认证。同年10月，廖伟强谴责一起手机短讯和发传单诋毁銮中的事件。2008年，他配合董事会成功举办“南山水·风华九十”90周年万人宴及公演校史歌舞剧“銮中之路”。同年6月，会见前校长宋世廉之子宋建人并收到捐款，被命名为“宋世廉校长清寒助学金”。2011年，銮中举办“马来西亚第六届全国网上教学研讨会”，廖伟强出任工委会主席。
廖伟强任内与董事会配合下，完成一系列硬体建设，包括2010年致知苑大楼、2014年学生活动中心和体育馆、2015年纪念前校长陈诗圣的诗圣园、2016年国玉楼宿舍和2019年诚兴体育场。2015年，銮中得到教育部颁发的“五星卓越中学”，肯定该校的办学成就。
在廖伟强任内，銮中筹办2018年建校百年纪念活动。“銮中世纪馆”于2018年1月1日开幕，馆内收藏中小学建校以来珍贵的文物及照片，包括创校先员、学校各个时期的风貌、历任董事长和校长的肖像、两首校歌、学生请愿活动、銮中投资基金创办人的铜像等。同年7月1日，以“卓越百年，爱吾銮中”为名的万人宴开幕，并筹获2200万令吉作为銮中投资基金。同日，廖伟强与中国华南师范大学附属惠阳学校（简称“惠阳华附”）签约缔结姐妹学校。8月22日，他赞扬为马来西亚首相马哈迪·莫哈末示笵Hi Proton汽车智能语音系统的銮中校友陈吇遴。2021年1月，廖伟强出席由北京理工大学与銮中及其他三间独中联合进行的国际学生生源基地线上签约仪式，并叙述銮中与北京理大的结缘。
新冠疫情扩散期间，銮中于2021年4月9日因两名学生已证实确诊，被柔佛卫生局下令拉上封条，必须关闭七天，成为全柔首间因疫情暂时关闭的独中。廖伟强接受采访时称卫生局已安排人手为确诊学生周边座位的学生进行冠病检测。4月19日，廖伟强称复课出席率高达93%。2022年7月后疫情时期，举办104周年校庆嘉年华，并因此导致58名师生确诊冠病，尽管廖伟强受询时否认这是校庆形成的感染潮。此外，廖伟强还领导銮中于2021年设立创客课程，主要内容为3D打印笔手作、纸板木料手作、趣味电子、简易机器人等。
2023年9月20日，廖伟强在銮中的一项集会上宣布将退休，并由署理校长吴小燕接任。他同时宣布，从2024年1月起，各级学费每月调涨60令吉。11月16日，廖伟强在退休仪式上向董事会、教职员及学生挥手道别，离开服务三十多年的銮中。

## 参与社团
廖伟强参与居銮篮球总会，为该总会现任副会长。

## 个人荣誉
2015年10月8日，廖伟强获第一届华文独中校长服务奖10年届奖。
2017年11月25日，廖伟强获第二届华文独中校长服务奖15年届奖。

## 个人观点
廖伟强认为，未来的竞争力除基本学历外，也将着重在责任感、礼貌、表达能力和不自私，而这些都需要家庭和学校教育的共同努力。他还认为，在资讯爆炸的时代，透过交流能将好的东西相互分享，更可提升老师在教学上的质量。